# Christiane Nüsslein-Volhard
Christiane Nüsslein-Volhard (ur. 20 października 1942 w Magdeburgu) – niemiecka biolożka, laureatka Nagrody Nobla w dziedzinie fizjologii i medycyny, którą otrzymała w 1995 wraz z Erikiem Wieschausem i Edwardem B. Lewisem za badania nad genetyczną kontrolą rozwoju zarodka z wykorzystaniem muszki owocowej (Drosophila melanogaster). W 1997 odznaczona Pour le Mérite za Naukę i Sztukę.
Christiane Nüsslein-Volhard i Eric Wieschaus przeprowadzili mutagenezę na dużą skalę, która umożliwiła identyfikację genów zaangażowanych w rozwój embrionalny D. melanogaster. Zidentyfikowali geny, których mutacje powodowały zaburzenia segmentacji zarodka i podzielili je na trzy grupy:
- kontrolujące plan ciała w osi głowa-ogon geny gap, których mutacje powodują brak pewnej grupy segmentów;
- geny pair rule, których mutacje powodowały, że zarodkom brakowało co drugiego segmentu (albo wszystkich parzystych albo wszystkich nieparzystych);
- geny polarności, których mutacje zaburzają polarność poszczególnych segmentów[2].

Christiane Nüsslein-Volhard studiowała biologię i fizykę na Uniwersytecie Goethego we Frankfurcie nad Menem, a następnie przeniosła się na Uniwersytet w Tybindze, aby studiować biochemię. Badania związane z doktoratem prowadziła w Instytucie Maxa Plancka w Tybindze. Tam też otrzymała tytuł doktora.
Staże podoktorskie odbyła w Biocentrum Uniwersytetu Bazylejskiego i na Uniwersytecie we Fryburgu. W latach 1978–1980 prowadziła swój pierwszy zespół badawczy w Europejskim Laboratorium Biologii Molekularnej (EMBL) w Heidelbergu. Następnie przeniosła się do Instytutu Maxa Plancka w Tybindze, któremu szefuje od 1985.
W 1994 Christiane Nüsslein-Volhard założyła fundację (Christiane Nüsslein-Volhard Stiftung), która pomaga młodym obiecującym badaczkom niemieckim mającym dzieci przez przyznawanie stypendiów na zapewnienie opieki nad dziećmi.